# Поль Бер
Поль Бер (фр. Paul Bert; 19 жовтня 1833, Осер, Франція, — 11 листопада 1886, Ханой, протекторат Тонкін) — французький вчений і державний діяч, доктор медицини, природничих наук та ліценціату, професор фізіології в Сорбонні. З 1874 депутат від Йоннського департаменту, з 1881 міністр народної освіти і культів Франції.

## Біографія
Закінчив політехнічну школу в Парижі, отримав вчені ступені доктора медицини, природничих наук та ліценціату, що відповідає російському кандидату права. Починаючи з 1869 року працював професором фізіології у Сорбонні.
4 вересня 1870 Бер зайняв посаду генерального секретаря в префектурі Йоннського департаменту, а в січні 1871 був призначений префектом. У 1874 році був обраний депутатом до Національних Зборів від Йоннського департаменту, де приєднався до республіканської партії і брав активну участь у дебатах з питань народної освіти. Особливо гаряче під час обговорення законопроектів Феррі про народну освіту Бер захищав обов'язкове та безкоштовне світське початкове народне навчання.
У 1881 році Поль Бер обійняв посаду міністра народної освіти в кабінеті міністрів Леона Гамбетти, після смерті якого в 1882 Беру довелося піти у відставку. Але попри відставку Бер брав ревну участь у політичному житті країни, залишаючись переконаним демократом та антиклерикалом. У лютому 1884 року палата міністрів ухвалила законопроект Бера про нову організацію елементарних училищ із виключно світськими вчителями. Під час обговорення питання про звільнення вихованців нормальної школи від військового обов'язку Бер на користь демократичної рівності висловився проти цього законопроекту. У лютому 1885 року Бер вніс до палати законопроект про продаж всіх єпископських палаців, що належать державі, та інших будівель, в яких колись містилися духовні семінарії та чернечі гуртожитки, але ця пропозиція була відхилена.
На початку 1886 року Поль Бер був призначений міністром-резидентом у Тонкіні та Аннамі, де й помер у тому ж році. Тіло було перевезене на батьківщину та поховано в Осері з великими почестями.